# Olga Lounová
Olga Lounová, nata Pytlounová (Liberec, 7 marzo 1981), è una cantautrice e attrice ceca.

## Biografia
Olga Lounová è cresciuta nel paese di Osečná nella Repubblica Ceca settentrionale. Si è laureata in Scienze della Formazione all'Università Tecnica di Liberec, e si è successivamente diplomata in canto, recitazione e danza al Conservatorio Jaroslav Ježek di Praga. Ha avviato la sua carriera di attrice a fine anni '90, mentre la sua carriera musicale da solista è iniziata nel 2011 con l'album di debutto Rotující nebe, uscito su etichetta discografica Universal Music Group, dopo aver fatto da vocalista per vari gruppi musicali nel corso degli anni 2000, fra cui i Calathea e i Blind Angie.
A gennaio 2020 è stata confermata come una dei sette partecipanti ad Eurovision Song CZ, il processo di selezione del rappresentante ceco all'Eurovision Song Contest 2020. Si è piazzata sesta su sette partecipanti cantando Dark Water.

## Discografia

### Album
- 2011 - Rotující nebe
- 2013 - Optický klam
- 2016 - Chuť svobody
- 2018 - Hudba a já

### Singoli
- 2011 - Gynekolog amatér
- 2012 - Dál za obzor / Du hast die Wahl (con Karel Gott)
- 2015 - Jsem optimista (feat. Miloš Knopp, Ondřej Valenta e Lukáš Čunta)
- 2017 - Time to Shine
- 2017 - Dark Day (feat. Miloš Knopp)
- 2018 - Láska se nám může stát (con Václav Noid Bárta)
- 2019 - Protože to nevzdám (feat. Pavel Callta)
- 2019 - I Just Need You & My Coffee (feat. Stereojackers)
- 2020 - Dark Water
- 2020 - Napůl lásky (feat. Elis Mraz)

#### Come featuring
- 2020 - Nesmíš to vzdát (Raego feat. Olga Lounová)

## Filmografia
- Ranč U Zelené sedmy, serie TV (1998)
- Román pro ženy, regia di Filip Tenč (2004)
- Ulice, serie TV (2005-12)
- Ošklivka Katka, serie TV (2008)
- Dobre placená procházka, regia di Miloš Forman e Petr Forman (2009)
- Vyprávěj, serie TV (2009-13)
- Tacho, regia di Mirjam Müller Landa (2010)
- Rotující nebe show, documentario (2011)
- Amputace, cortometraggio, regia di Miroslava Boucova (2012)
- Obchoďák, serie TV (2012)